# Абыкаев, Нуртай Абыкаевич
Нуртай Абыкаевич Абыкаев (каз. Нұртай Әбіқайұлы Әбіқаев; 15 мая 1947, с. Джамбул, Алма-Атинская область) — государственный политический деятель Казахстана, дипломат, генерал-майор, доктор экономических наук. Давний друг и помощник первого Президента Казахстана Нурсултана Назарбаева, и рассматривается как лидер одного из политических «кланов», составляющих казахстанскую элиту.

## Биография
Родился 15 мая 1947 года в селе Джамбул Джамбулского района Алма-Атинской области. Происходит из племени Шапырашты.
Окончил Уральский политехнический институт имени С. М. Кирова (г. Свердловск), Алма-Атинскую высшую партийную школу, Академию государственной службы при Президенте Российской Федерации.
- В 1972—1976 работал инженером на Алма-Атинском заводе тяжёлого машиностроения
- В 1976—1988 — на партийной и советской работе
- В 1988 — помощник председателя Совета министров Казахской ССР
- В 1989—1990 — помощник 1-го секретаря ЦК Компартии Казахстана
- В 1990—1995 — руководитель Аппарата президента и премьер-министра Республики Казахстан, член Совета безопасности РК
- В 1995 — Чрезвычайный и Полномочный посол Республики Казахстан в Соединённом Королевстве Великобритании и Северной Ирландии, по совместительству — в Дании, Норвегии и Швеции
- В сентябре 1996 становится первым помощником Президента Республики Казахстан
- В 1998—1999 — председатель Комитета национальной безопасности РК, имеет звание генерал-майора. В 1999 году вместе с министром обороны Мухтаром Алтынбаевым  был отправлен в отставку после скандала с предполагаемой попыткой продажи истребителей МИГ Северной Корее "группой лиц" [5][6].
- В 2000—2002 — 1-й вице-министр иностранных дел Казахстана
- С января 2002 года — руководитель Администрации Президента РК
- В марте 2004 становится председателем сената Парламента РК второго созыва.
- 12 февраля 2007 года Указом Президента РК назначен Чрезвычайным и Полномочным Послом Республики Казахстан в Российской Федерации
- С 14 октября 2008 года по 23 августа 2010 года — Первый заместитель министра иностранных дел
- С 23 августа 2010 года по 25 декабря 2015 года — Председатель Комитета национальной безопасности Республики Казахстан[7]
- С 25 декабря 2015 года[8] по 13 июля 2017 года[9] — депутат сената парламента Казахстана
- В 2018 — 2022 — был президентом НАО Фонд «Отандастар» [10]

## Звания
- Дипломатический ранг — Чрезвычайный и полномочный посол
- Генерал-майор
- Президент казахстанской Национальной Академии естественных наук, главный редактор журнала «Вестник „КазНАЕН“»

## Награды
- Орден «Қазақстан Республикасының Тұңғыш Президенті Нұрсұлтан Назарбаев»
- Орден «Парасат» (2001)[11]
- Медаль «10 лет Парламенту РК»[12]
- Орден Почёта (Россия, 2 августа 2007 года) — за большой вклад в развитие и укрепление дружбы и сотрудничества между Российской Федерацией и Республикой Казахстан[13]
- Орден Дружбы (Россия, 15 мая 2002 года) — за большой вклад в развитие и укрепление сотрудничества между Российской Федерацией и Республикой Казахстан[14]
- Медаль ордена «За заслуги перед Астраханской областью» (2008)[15]
- Орден «Достук» (Кыргызстан, 7 октября 2021 года) — за значительный вклад в укрепление дружбы и сотрудничества между Кыргызской Республикой и Республикой Казахстан, а также в связи с 30-летием независимости двух стран[16]
- Медаль «10 лет Конституции РК» (2005)[17]
- Медаль «20 лет независимости РК» (2011)[18]
- Орден «Содружество» (Межпарламентская ассамблея СНГ, 10 февраля 2006 года) — за активное участие в деятельности Межпарламентской Ассамблеи и её органов, вклад в укрепление дружбы между народами государств — участников Содружества[19]
- Медаль «МПА СНГ. 25 лет» (Межпарламентская ассамблея СНГ, 27 марта 2017 года) — за заслуги в деле развития и укрепления парламентаризма, за вклад в развитие и совершенствование правовых основ функционирования Содружества Независимых Государств, укрепление международных связей и межпарламентского сотрудничества[20]
- Грамота Содружества Независимых Государств (Совет глав государств СНГ, 3 сентября 2011 года) — за активную работу по укреплению и развитию Содружества Независимых Государств[21]
- Почётный гражданин города Алма-Аты (17 сентября 2017 года)[22]
- «Статуэтка гольфиста» — 1 место Stroke Play с результатом 138,4 в VII Открытом чемпионате стран СНГ по гольфу (pro-am) среди мужчин «Seimar Open’ 2004»[23]
- 2021 (2 декабря) — Орден «Барыс» І степени;[24]

## Хобби
Увлекается волейболом, гольфом, верховой ездой и музыкой.